# النهر الأحمر الشمالي

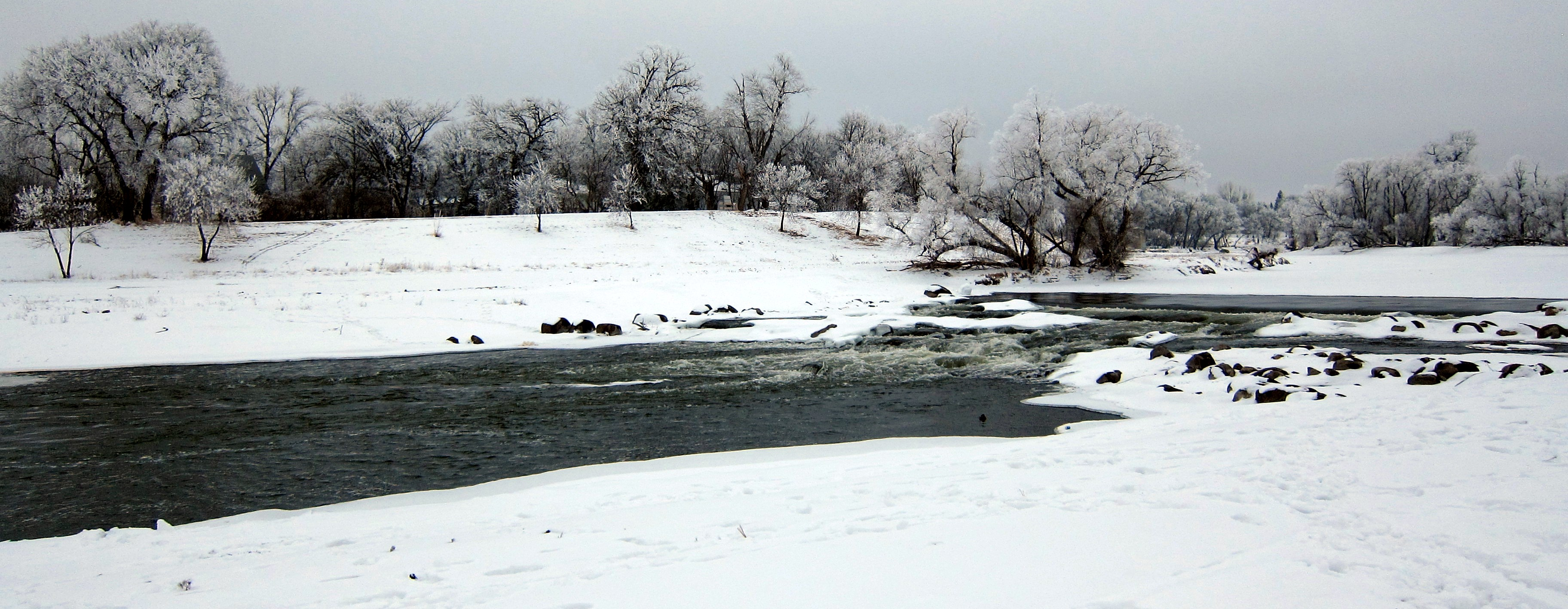
النهر الأحمر في فارغو.

النهر الأحمر الشمالي (بالإنجليزية: Red River of the Northْ)‏ هو نهر في أمريكا الشمالية. ينبع النهر من دمج نهري بوه دي سيو وأوتر تايل بين ولايات مينيسوتا ونورث داكوتا الأمريكيتين، ويتدفق شمالا عبر وادي النهر الأحمر مشكل الحدود بين الولايتين ومتابعا إلى مانيتوبا في كندا. يصب النهر في بحيرة وينيبيغ وتنضم مياهه مع مياه نهر نيلسون لتصب في خليج هدسون.
يمر النهر الأحمر من خلال مناطق مدنية عدة على مساره منها فارغو-موورهيد وغراند فوركس في الولايات المتحدة، ووينيبيغ في كندا. يبلغ طول النهر الأحمر حوالي 885 كليومترا، منها 635 في الولايات المتحدة، و255 كيلومتر في كندا. ينخفض النهر الأحمر حوالي 70 مترا خلال رحلته إلى بحيرة وينيبيغ حيث ينتشر على أراضي دلتا رطبة ومستنقعية.
يضاف إلى اسم النهر الأحمر كلمة «الشمالي» في الولايات المتحدة لتمييزه عن النهر الأحمر الجنوبي الذي يشكل الحدود بين تكساس وأوكلاهوما. يعد النهر الأحمر نهرا تراثيا في كندا.